# Desa Kandangan (administrativ by i Indonesien, Jawa Timur, lat -7,76, long 112,28)
Desa Kandangan är en administrativ by i Indonesien.   Den ligger i provinsen Jawa Timur, i den västra delen av landet, 600 km öster om huvudstaden Jakarta.